# Centronaxa orthostigialis
Centronaxa orthostigialis là một loài bướm đêm trong họ Geometridae.